# Antigone Costanda
Antigone Costanda (arabisch أنتيجون كوستاندا) ist eine ehemalige Schönheitskönigin und Fotomodell. Sie war die Miss World im Jahr 1954.

## Leben
Costanda besitzt griechische und ägyptische Wurzeln und wurde 1953 zur Miss Ägypten gewählt. Sie nahm daraufhin an der Wahl zur Miss World 1954 teil, die am 18. Oktober 1954 in London abgehalten wurde. Antigone Costanda konnte sich gegen 15 Mitbewerberinnen durchsetzen und gewann damit den ersten und einzigen Titel für Ägypten. Sie löste die Französin Denise Perrier als Titelträgerin ab. Die Ägypterin trat 1955 in London bei der Kür der Venezolanerin Susana Duijm zur Miss World 1955 nicht auf, da sich Ägypten mit Großbritannien im Streit um den Sueskanal befand, der 1956 in die Sueskrise gipfelte. In späteren Jahren arbeitete Antigone Costanda als Fotomodell und Innenarchitektin.